# Calvos de Randín
Calvos de Randín település Spanyolországban, Ourense tartományban. Calvos de Randín Muíños, Porqueira, Os Blancos, Baltar és Montalegre községekkel határos. Lakosainak száma 644 fő (2024).

## Népesség
A település népessége az elmúlt években az alábbi módon változott:
| Lakosok száma | 1258 | 1212 | 1110 | 1093 | 1064 | 985  | 818  | 770  | 678  | 644  |
|               | 2001 | 2004 | 2007 | 2009 | 2012 | 2014 | 2017 | 2019 | 2022 | 2024 |